# Lavondyss
Lavondyss (Lavondyss) è un romanzo fantasy di Robert Holdstock, pubblicato la prima volta nel Regno Unito nel 1988. L'opera fa parte della Saga dei Mitago ed è il secondo romanzo della saga, anche se viene ambientato dopo i fatti narrati in Avilion, edito nel 2009.

## Trama
Essi sono saggi nei modi di una saggezza che noi tutti condividiamo ma che abbiamo scordato.»
(Owen Keeton, nonno di Tallis; Lavondyss)
La giovane tredicenne Tallis Keeton, crescendo, inizia a scoprire e a comprendere i segreti della vicina foresta di Ryhope, grazie ai messaggi che il vecchio nonno Owen le ha lasciato prima di morire, in forma di annotazioni su di un antico libro di miti e leggende britannici. Tallis scopre così che il nonno aveva studiato la foresta assieme a due scienziati presso la scomparsa tenuta di Oak Lodge, George Huxley ed Edward Win-Jones. Intuisce anche che il fratello, Harry Keeton, scomparso da qualche anno, non è morto, come credono tutti, ma è intrappolato all'interno del bosco, in una regione sconosciuta di cui non riesce a scoprire il nome. Decisa a scoprire il mistero, inizia ad aggirarsi intorno al bosco nel quale non riesce ad entrare, formando i primi mitago e scoprendo di essere una potente sciamana in grado di aprire varchi tra il mondo reale e il mondo mitologico della foresta. Conosce così il guerriero-cacciatore Scatach, figlio mezzo umano e mezzo mitago di Win-Jones, con il quale decide di partire alla ricerca del fratello, dirigendosi verso il cuore della foresta chiamato Lavondyss.